# Grande Sœur
Grande Sœur is een eiland van de Seychellen in de Indische Oceaan. Het eiland bestaat uit een hotel met een aantal villa's en ligt ten noorden van La Digue en Félécité. Het eiland heeft een oppervlakte van 84 hectare en twee heuvels met daartussenin twee stranden. Het hoogste punt ligt op zo'n 90 meter.
500 meter naar het westen ligt het kleinere Petite Sœur. De twee eilanden worden samen Les Sœurs genoemd.